# Texensisklematisar
Texensisklematisar (Clematis Texensis-gruppen) är en grupp i familjen ranunkelväxter som innehåller hybrider mellan C. texensis och storblommiga sorter. Gruppen innehåller relativt så sorter. Endast ett 20-tal har namngetts och kommit i odling.
De första sorterna togs fram i slutet av 1800-talet av engelsmannen Artur George Jackman och strax därefter, 1903, introducerades fler sorter från den franska plantskolan Lemoine & fils. Ytterligare några år senare kom presenterade även Francisque Morel några nya sorter. Sedan skulle det dröja ända tills 1984 innan någon ny sort introducerades, då engelmannen Berry Fretwell presenterade 'The Princess of Wales'. Fretwells sortnamn var dock olyckligt och han döpte senare om sorten till 'Princess Diana'.

## Odling
För sorter i denna grupp rekommenderas hård beskärning. Varje vår skärs alla skott tillbaka till ca 30 cm från marknivå. Snittet läggs precis ovanför en nod. 
Gruppens sorter är kända för att vara mer mottagliga för mjöldagg än andra klematisar och därför bör de odlas på öppna platser så luft kan cirkulera kring plantorna. Man kan också minska angreppen genom att aldrig låta plantorna torka ut.

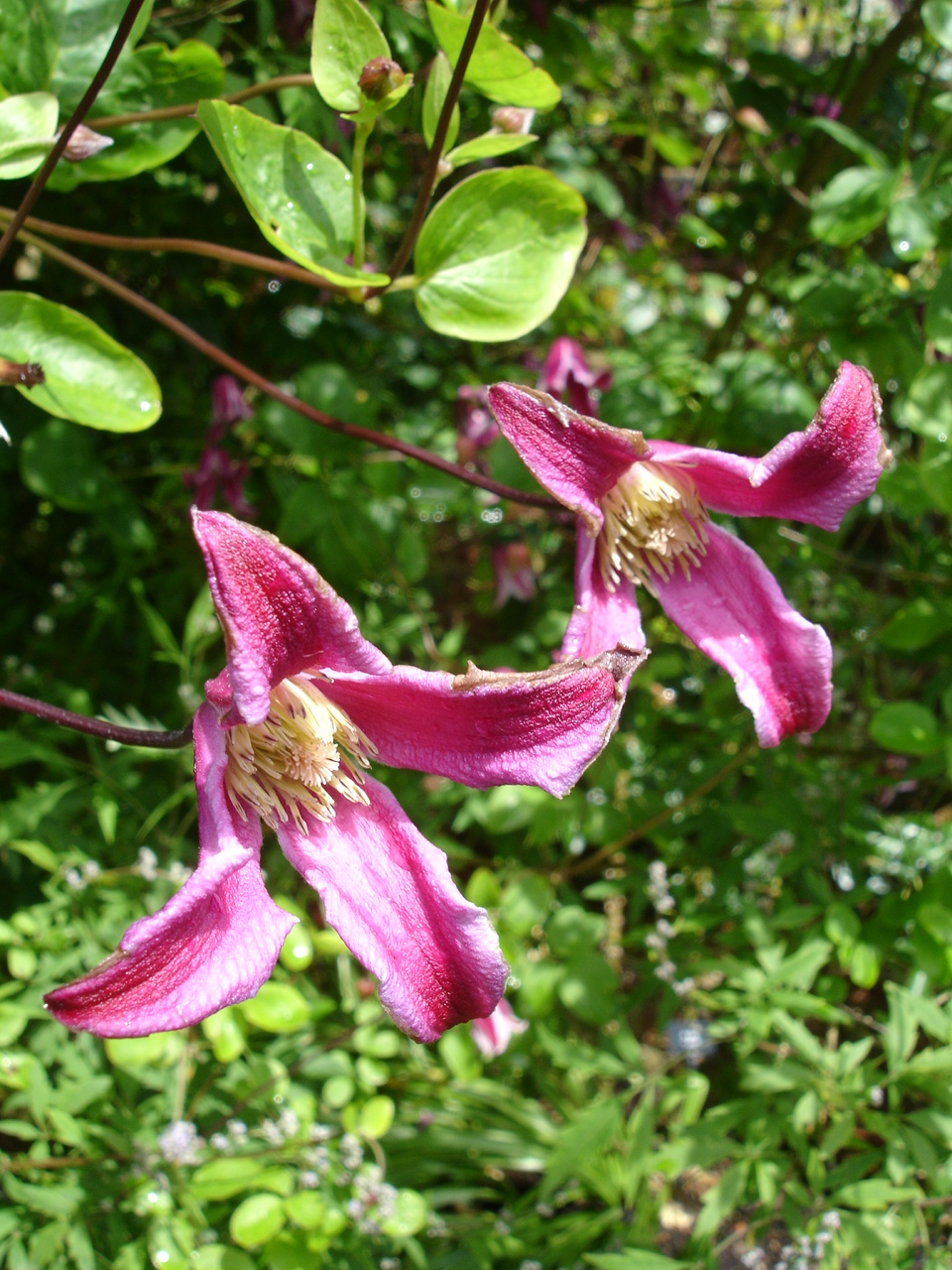
'Etoile Rose' (Lemoine 1903)